# MusicBrainz
MusicBrainz（ミュージック ブレインズ）は、オープンコンテントな音楽データベースを作ることを目的としたインターネット上のプロジェクトである。 freedbプロジェクトに似ており、CDDBへの制限に対応して発足した。 しかし、MusicBrainz は単にコンパクトディスク (CD) という情報に関する情報、すなわちそのメタデータの保持だけでなく、さらに一種の構造化された「音楽に関するウィキペディア」となるべくその目標を押し拡げている。

## 概要
MusicBrainzのデータベースはアーティストとCDのようなその録音作品、およびそれらの関係に関する情報を保存する。 こうした作品の情報にはアルバムの題名、曲名、各トラックの長さが最低限含まれ、さらに、リリースされた日付と国といった情報や、CDのディスクID、各トラックへの音響デジタル指紋 (acoustic fingerprint)、自由形式の文章や添付された注釈を付加することができる。 2021年9月時点でおよそ 187万のアーティスト、299万あまりのリリース（トラックの構成により区別される作品）、そして 3510万のトラックが登録されている。
ユーザーは、このMusicBrainzのデータベースにアクセスできるソフトウェアを使うことで、MP3、Ogg Vorbis、AACといった自身のもつデジタル・ファイルに「タグ」をつけることができる。 一方、データベースのデータは、参加者による入力に多くを頼っているが、データの信頼性を保つために編集された内容には一定期間の保留状態に置かれ、他の参加者による検証と一定の賛同が得られなければ恒久的なものとはされない。
さらに、データベースの情報はMusicBrainz共通のスタイル・ガイドラインに従って保守されている。 例えば、英文の題名での大文字・小文字の使い分けは、文頭・文末および4文字以上の単語は常に大文字で始まり、残りのうち3文字以下の前置詞等の品詞が小文字となるといったように、ほとんどのデータが英文の題名の特定の規範的な方法で統一されている。 これによってユーザーはばらついたスタイルのデータを得る心配が少なくなる。 またこれには地域別の習慣の違いに対する配慮も行われており、例えば、日本人アーティストにより日本でリリースされた作品に関しても特別な規定がある。 欧米では大小文字の別は題名の一部をなすものではないとみなされており、よって上述のような統一的なスタイルの対象となるのに対し、日本の習慣では題名の文字使いにより細かなこだわりがあるとして、英文であってもカバーに記されている通りに正確に記録することが特に求められている。 
技術的には、MusicBrainzは音楽のメタデータを記述するためにセマンティック・ウェブ技術で標準的なRDF / XMLを用いており、プロトコルHTTPのGETとPOSTメソッドを介して自動的な処理が可能である。
MusicBrainzのコア・データ（すなわちアーティスト、トラック、アルバムといった主要な情報）はパブリック・ドメインであり、編集情報 (moderation data) を含む付加的な情報は、電子フロンティア財団 (EFF) の定めたオープン・オーディオ・ライセンス (Open Audio License) の元で運用されている。 このライセンスは、クリエイティブ・コモンズでいう表示-継承 (帰属-同一条件許諾、Attribution-ShareAlike) ライセンスである。 MusicBrainzサーバのソフトウェアのライセンスには GNU GPL が適用されているが、Relatable社のTRMを用いたバイナリ実行コードのバージョンはプロプライエタリソフトウェアによるコードの利用が認められている。

## 歴史
MusicBrainzはCDDBの商業化などを受けて、ロバート・ケイ (Robert Kaye) により設立され 1999年に現在の名前が選択された。 2004年12月に MusicBrainz プロジェクトは非営利の MetaBrainz 財団 (MetaBrainz Foundation) へと引き継がれた。MetaBrainzの主な企業顧客にはBBC、Amazon.com、Spotify、Last.fmなどがある。
MusicBrainzは初期には、音響デジタル指紋の照合に Relatable社が特許をもつTRMという技術を用いていた。 この機能は多くのユーザーを引き付けることとなり、データベースの急速な成長を促すのに貢献した。 しかし、2005年までにはこの機能はもはやデータベースの数百万のトラックに十分対応できないことが明かとなり、2006年に、MusicBraizとMusicIPとの提携によって、音響指紋に関してMusicIPのMusicDNSサービス (en:MusicDNS) を用いることが合意された。 このサービスでは、同一の曲を調べるために、音響指紋に基づいて各々の曲にPUID (Portable Unique IDentifier) と呼ばれる UUID のデジタルデータを与えている。
2006年1月には、スペイン、バルセロナに本拠を置くLinkaraサービスがMusicBrainzのデータを用いた最初の商業的ベンチャーとることが公表された。 さらに2007年6月、BBCは、MusicBrainzのライヴ・データフィード (live data-feed) のライセンスを受けたことが公表され、これによって BBC の音楽ウェブページのディスコグラフィなどが MusicBrainz のデータで補強されることとなった。 また BBC オンラインの音楽編集者も、MusicBrainz コミュニティに参加しデータベースの増強へ貢献する予定である。

## 対応する主なソフトウェア
- Amarok - LinuxなどUnix系OSにおけるデスクトップ環境KDEのオーディオ・プレーヤー。
- Banshee（w:Banshee (music player)） - LinuxなどにおけるMonoおよびGtk#上で作られたオーディオプレーヤー。
- CDex（w:CDex） - Windowsで動作するCDリッパー。
- Easy CD-DA Extractor - POIKOSOFT社[12]のWindows用のCDリッパー（シェアウェア）。
- iEatBrainz（w:iEatBrainz)  - Mac OS X用のMusicBrainzクライアント。
- Jaikoz（w:Jaikoz） - タグをまとめて操作できるツール（マスタガー）で、Javaで記述されOSを問わず利用できるクロスプラットフォームのソフト。
- Max（w:Max (ripping software)） - Mac OS XのCDリッパー、オーディオコードの変換ツール。
- MusicBrainz Picard（w:MusicBrainz Picard） - MusicBrainzのアルバム指向のタグ・エディター。Pythonで記述されたクロスプラットフォームのソフト。
- MusicBrainz Tagger（w:MusicBrainz Tagger） - Windowsで標準的なMusicBrainzクライアント。 廃止されることが決まっている。
- MusicIP Mixer（w:MusicIP Mixer） - スマートなプレイリスト作成と管理を行えるクロスプラットフォームのオーディオプレーヤー。
- PinkyTagger（w:PinkyTagger） - Qtで作成されたLinux用のマスタガー。
- Quod Libet（w:Quod Libet） - GTK+を用いたUnix系OSのオーディオプレーヤー。
- Sound Juicer（w:Sound Juicer） - Unix系OSのGNOME環境向けのCDリッパー。